# Forcipestricis sordidus
Forcipestricis sordidus är en stekelart som först beskrevs av Howard 1897.  Forcipestricis sordidus ingår i släktet Forcipestricis och familjen sköldlussteklar. Inga underarter finns listade i Catalogue of Life.